# Telejornalismo
Telejornalismo é a prática profissional do jornalismo aplicada à televisão. Telejornais são programas que duram entre segundos e horas e divulgam notícias dos mais variados tipos, utilizando imagens, sons e — geralmente — narração por um apresentador (chamado de âncora ou pivot no jargão profissional).
Os canais de televisão podem apresentar telejornais como parte da programação normal transmitida diariamente ou mais freqüentemente, em horários fixos. Às vezes, outros programas podem ser interrompidos por plantões de notícias (news flashes) em casos muito importantes e urgentes.
Um newscast normalmente consiste em uma cobertura de várias notícias e outras informações, produzida ou localmente por uma emissora, ou por uma rede.  Pode também incluir material adicional como notícias de esportes, previsão do tempo, boletins de trânsito, comentários e outros assuntos.

## História
Com o surgimento do cinema, a iniciativa para filmar notas de tipo informativo ficou latente, de tal modo que o primeiro filme produzido foi a saída dos operários de uma fábrica, mostrando-se assim as capacidades informativas do cinema como meio.
De tal modo, uma vez estabelecido tecnicamente, o cinema foi transmissor de notícias. As primeiras companhias cinematográficas estabeleceram diversos equipamentos para a confecção de noticiários em filme (cinejornais), que têm como característica a periodicidade e a multiplicidade - em alguns casos - para "localizar" (tornar local) a informação, oferecendo conteúdos de interesse para zonas específicas e sobretudo no idioma de cada população.
Com a chegada da televisão e o final da Segunda Guerra Mundial, os noticiários de cinema foram gradualmente perdendo relevância. A televisão prometia imediatismo em vários sentidos: a notícia em um momento mais próximo e a localização em casa.
O primeiro evento televisivo noticioso foi no mês de agosto de 1928, nos Estados Unidos. A emissora WGY transmitiu simultaneamente em rádio e TV (WGY, 2XAF e 2XAD) o senhor Al Smith, pré-candidato à presidência pelo Partido Democrata, aceitando a indicação oficial. Foi o primeiro sinal ao vivo (em directo) e o primeiro evento de notícias.
Nas origens, o jornalismo de televisão copiou o formato do rádio. As primeiras notícias eram lidas diante da câmera, mas logo se notou a importância do apresentador, que demonstrava o jornalismo através de sua aparência, de sua expressão facial e de sua entonação. Algum tempo depois, surgiram as imagens que, no início não possuiam som. Mais tarde, os filmes passaram a ser sonoros, com a utilização de uma câmara-gravadora. Logo depois, surgiu o video-teipe e a transmissão de imagens via satélite, o que acelerou o ritmo das transmissões.
O telejornalismo no Brasil surgiu nos anos 50 com a TV Tupi, que entra no ar com o papel exclusivo de apresentadora de espetáculos. Mais tarde, Heron Domingues, o Repórter Esso do radiojornalismo, transforma-se numa das maiores expressões do telejornalismo nascente. Sem explorar imagens, o que fazia era rádio na televisão. Até o início da década de 60, não existiam redatores e locutores no universo da TV. Sem as imagens, sem redação própria e sem o recurso de câmeras, os telejornais apostavam tudo no locutor. Alguns anos depois, alguns telejornais adotaram novos formatos que duram até hoje, como por exemplo o Jornal Nacional e Jornal do SBT.
Em 2017, Jornal da Cultura da TV Cultura, Estreou o JC+ (Jornal Da Cultura com Platéia) Uma Iniciativa Inédita do Telejornalismo Mundial e Brasileiro, Apresentado por Joyce Ribeiro.

### No mundo

#### Bélgica
Na Bélgica, o primeiro jornal televisivo apareceu em 1956, apresentado por Robert Stéphane. Entre 1953 e 1956, o Télé-Bruxelles se pôs a difundir as informações do «Relais de Paris».

#### Brasil
No Brasil, a história do telejornalismo começa nos anos 1950, quando a televisão começou a se popularizar e a transmitir notícias. Ao longo das décadas, os telejornais se tornaram fundamentais para informar a população brasileira. Canais como Rede Globo, SBT e Record lideram o setor, abrangendo desde eventos locais até notícias internacionais.
O pontapé inicial do telejornalismo brasileiro foi dado em 18 de setembro de 1950, com a inauguração da TV Tupi, por Assis Chateaubriand, e era transmitida para pouco mais de 100 televisores na cidade de São Paulo.
Nos primeiros anos, a linguagem do telejornalismo era semelhante à do rádio, com frases longas e muitos detalhes. O programa Repórter Esso, maior sucesso da década de 1950, foi transmitido pela primeira vez na TV em 1 de abril de 1952. 
Na década de 1960, o Jornal de Vanguarda da TV Excelsior apresentou jornalistas especializados em diversas editorias e comentários satíricos sobre a realidade brasileira. 
Em 1969, a criação do Jornal Nacional pela Rede Globo marcou um novo capítulo no telejornalismo brasileiro, estabelecendo um padrão de produção inspirado no modelo americano.
No fim dos anos 60, a TV Bandeirantes lançou o telejornal Titulares da Notícia, que misturava notícias com entretenimento. A TV Tupi, buscando superar o fim do Repórter Esso, criou a Rede Nacional de Notícias, transmitida para várias capitais, com um cenário que destacava os apresentadores em frente à redação. 
Em 1981,  aconteceu a criação do SBT (Sistema Brasileiro de Televisão) por Silvio Santos. A emissora rapidamente se tornou uma concorrente significativa da Globo, especialmente com o Jornal do SBT. A disputa entre a Globo e o SBT se intensificou especialmente na década de 1990, enquanto a Globo dominava o mercado com produções de alta qualidade, o SBT buscava atrair um público diferente com programas populares. 
Com a decadência da Ditadura Militar a partir de 1983,  o telejornalismo desempenhou um papel crucial na amplificação de investigações jornalísticas de grande impacto político.
O impeachment do presidente Fernando Collor em 1992 é um exemplo em que a ampla divulgação de denúncias de corrupção nos telejornais resultou em fatos palpáveis. A cobertura da morte de PC Farias, tesoureiro de campanha de Collor, gerou comoção e alimentou teorias conspiratórias. A exibição de depoimentos, documentos e análises nos telejornais contribuiu para o aumento da pressão política e social que culminou no impeachment de Collor.
A prática de usar câmeras ocultas e métodos questionáveis cresceu significativamente a partir dos anos 1990, acompanhando os avanços tecnológicos. Edson Dalmonte define o conceito de "jornalismo de máscara", que se refere a táticas envolvendo câmeras ocultas, jornalistas disfarçados e outras formas de engano para coletar informações.
Um caso emblemático de "jornalismo de máscara" no Brasil é o "Caso Gugu", em que o programa Domingo Legal, transmitido pelo SBT, exibiu uma entrevista supostamente realizada com membros do Primeiro Comando da Capital (PCC), que foi depois revelada como uma farsa criada pela equipe do programa. O PCC, por sua vez, emitiu um comunicado desmentindo a veracidade da entrevista e negando ter ameaçado os apresentadores e o vice-prefeito. Por ação do Ministério Público, o programa ficou fora do ar por uma semana.

#### Chile
Os primeiros programas informativos da televisão chilena foron do Canal 9 da Universidade do Chile: Primer Plano (1961) com Patricio Bañados e Chile TV (1962) com Patricio Bañados e Diana Sanz. Em 1964, o Canal 13 foi pioneiro em criar um departamento de imprensa e em agosto desse ano estreou El Repórter Esso, conduzido por Pepe Abad, de segunda a sexta-feira (originalmente às 21:00, depois às 22:00) com duração de 15 minutos. Assim como o Repórter Esso do Brasil, o programa era uma franquia estrangeira, por isso a redação tinha acesso a imagens da CBS dos Estados Unidos e da agência United Press (UPI).
Em 1965, apareceu La Historia Secreta de las Grandes Noticias, primeiro programa de reportagens transmitido pelo Canal 13. Até 1968 os noticiários eram Pantalla Noticiosa do Canal 9 e El Repórter Esso, naquele ano substituído por Martini al Instante com César Antonio Santis. Martini al Instante passa em 1970 para o nascente canal TVN (alterando a Telediario nacional), e sucedido no Canal 13 por Teletrece com Pepe Abad. Além disso, nascem edições em outros horários como Telenoche e Telecierre. Martini al Instante é substituído pelo Noticiero nacional depois, pelo Telediario nacional outra vez, e finalmente pelo 60 minutos. Em 1975, Santis volta a conduzir o Teletrece, que na época ia ao ar no horário das 21:15.

#### Espanha
Os primeiros telejornais diários transmitidos na Espanha, no verão de 1952, foram uma cópia resumida do Diario Hablado da Rádio Nacional da Espanha (o "Parte") das dois do meio-dia. O primeiro apresentador da TVE escutava as notícias da rádio antes de se colocar em frente às câmeras e repetia o que tinha acabado de ouvir.
A televisão informativa começa a se desenvolver na Espanha sob o modelo imposto pelo NO-DO: o noticiário documental, de forte conteúdo ideológico/político, exibido obrigatoriamente em todas as salas de cinema antes da projeção do longa-metragem. 
Em fins da década de 1960, o telediario começa a se modernizar e apresenta outra imagem, embora mantendo o formato em preto e blanco e o suporte de cinema. A censura continua porque as autoridades descobrem rapidamente a capacidade de incidência social do meio.
No final dos anos 1970, apareceram os primeiros aparelhos de vídeo portáteis e os telejornais adotaram o modelo europeu: meia hora de duração e uma estrutura caracterizada pela divisão das notícias em blocos. 

#### França
Na França, o jornal televisionado das 20h, chamado 20 Heures é um ritual muito seguido pelos telespectadores desde os anos 1960. No final dos anos 1990,  sob uma concorrência para a corrida de audiência, os editoriais políticos bem como os Comentaristas que anteriormente analisam atualidade, e dominaram a informação política internacional perspectiva quase desapareceram dos dois grandes telejornais, mesmo os públicos, que se contentam somente em dar as informações em seqüência, quase sem análise, como se os fatos e as imagens falassem por eles mesmos. Certos órgãos de imprensa escrita agora só desempenham o papel de análise e de reflexão sobre a atualidade. Ainda que os abandoram. Desde meados dos anos 1980, o jornal de imagens introduziu uma nova forma de jornal televisivo sem apresentador aparente.

#### Itália
O primeiro telejornal italiano, ainda experimental, foi transmitido às 21:00 do dia 10 de setembro de 1952, de Milão. Curiosamente, a primeira notícia transmitida foi sobre a regata de Veneza.

## Texto para telejornalismo

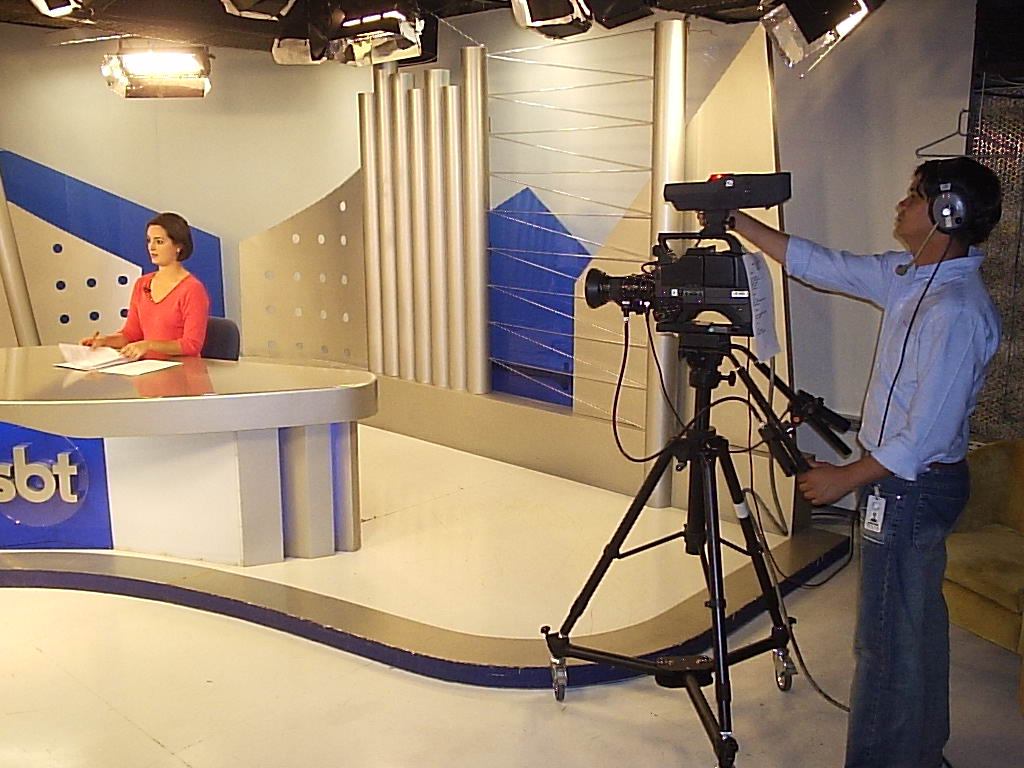
O telejornal SBT Brasília

Segundo normas canônicas praticadas no Brasil e em outros países, o texto para telejornalismo deve ser ainda mais curto e objetivo que o texto jornalístico de mídia impressa, com vocabulário mais próximo do coloquial.

## Videorreportagem
Videorreportagem é um formato alternativo de telejornalismo, desenvolvido pelo videorrepórter ou videojornalista.
Nele, as etapas do processo de produção da reportagem para televisão são desenvolvidos por um único jornalista, em especial a captação da matéria na rua com uma câmera digital em mãos. Essa é a principal diferença da videorreportagem para o formato tradicional, feito por uma equipe com repórter, mais um cinegrafista e um auxiliar.
Entre os diferentes formatos de trabalho do videorrepórter num telejornal, ele pode estar inserido num esquema de trabalho mais complexo - que se encaixa na estrutura maior de uma redação -, trabalhando com o apoio da chefia de reportagem, desenvolvendo uma pauta feita pelo setor de pauta da TV e tendo seu material montado por editores do telejornal ou ainda pode se pautar e editar o próprio material, trabalhando de uma forma mais independente.

## Âncora

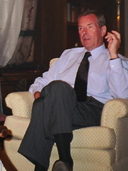
Peter Jennings, um famoso âncora norte-americano

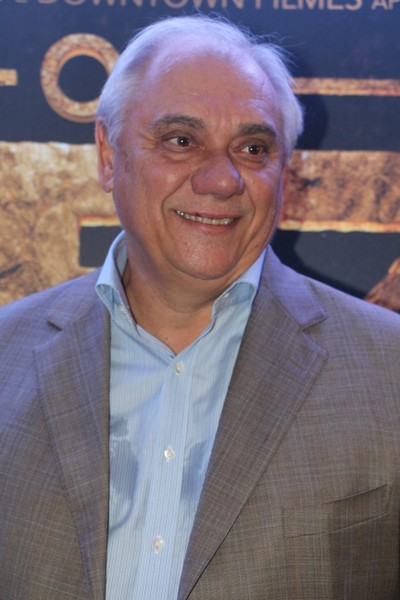
Marcelo Rezende, um âncora que levava o estilo brasileiro para os telejornais

O âncora ou pivô é o apresentador de um telejornal. Cabe a ele narrar, anunciar ou comentar as notícias que serão exibidas, ou chamar repórteres que entram ao vivo na programação.
Alguns dos âncoras mais importantes do telejornalismo estadunidense, são: Bernard Shaw, Walter Cronkite, Peter Jennings, Tom Brokaw, Brian Williams, Katie Couric e Barbara Walters.
No Brasil, muitos âncoras inovam ao apresentar o telejornal em um estilo personalíssimo e informal, tais como: Ana Paula Araújo, Ricardo Boechat, Boris Casoy, Carla Vilhena, Carlos Viana, César Tralli, Chico Pinheiro, Evaristo Costa, Glória Maria, José Luiz Datena, Joyce Ribeiro, Leda Nagle, Luiz Bacci, Marcelo Rezende, Maria Beltrão, Maria Júlia Coutinho, Monalisa Perrone, Márcio Gomes, Mônica Waldvogel, Paulo Henrique Amorim, Patricia Poeta, Paulo Gorgulho Rachel Sheherazade, Renata Ceribelli, Roberto Kovalick, Sandra Annenberg, Tadeu Schmidt e Wagner Montes. Muitas vezes, estes âncoras acabam entrando para a política devido a popularidade que angariam.
Há ainda os apresentadores brasileiros que seguem o estilo norte americano e se tornaram ícones por imitar, como Cid Moreira, Sérgio Chapelin, Celso Freitas, William Bonner, Fátima Bernardes, Ana Paula Padrão, Carlos Nascimento, Adriana Araujo, Renato Machado, Renata Vasconcellos, Heraldo Pereira, William Waack, Jorge Luiz Calife, Willian Corrêa, Karyn Bravo, Alexandre Garcia, Léo Batista, Renata Lo Prete, Marcos Frota e Carlos Monforte

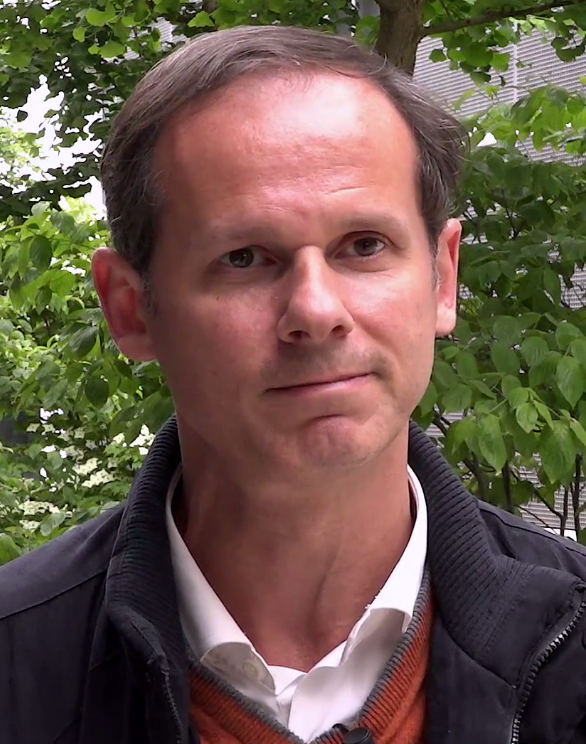
José Rodrigues dos Santos, um famoso âncora português

Em Portugal, destacam-se: José Rodrigues dos Santos, Fátima Campos Ferreira, Manuela Moura Guedes, Cristina Esteves, João Adelino Faria, Dina Aguiar, Alberta Marques Fernandes, Clara de Sousa, Rodrigo Guedes de Carvalho, Maria João Ruela, Judite de Sousa, José Alberto Carvalho, Pedro Pinto e Júlio Magalhães.
Em Angola, destacam-se: Ernesto Bartolomeu, Ana Lemos, Mariana Ribeiro, Edgar Cunha, Mário Vaz, Alexandre Cose, Fernanda Manuel, Benedito Kayela, Silvia Samara, Kieza Silvestre, Claudeth Silva, Simião Mundula, Tatiana Reis, Laurinda Calças e Moura Jorge.

## Profissionais especializados
Eles são organizados da seguinte maneira: diretor regional de jornalismo, diretor nacional de jornalismo, diretor de marketing, supervisor de reportagem, supervisor de engenharia, editor-chefe, editor de imagem, editor de texto, produtor, repórter, repórter cinematográfico, técnico de operações,